# Бренд

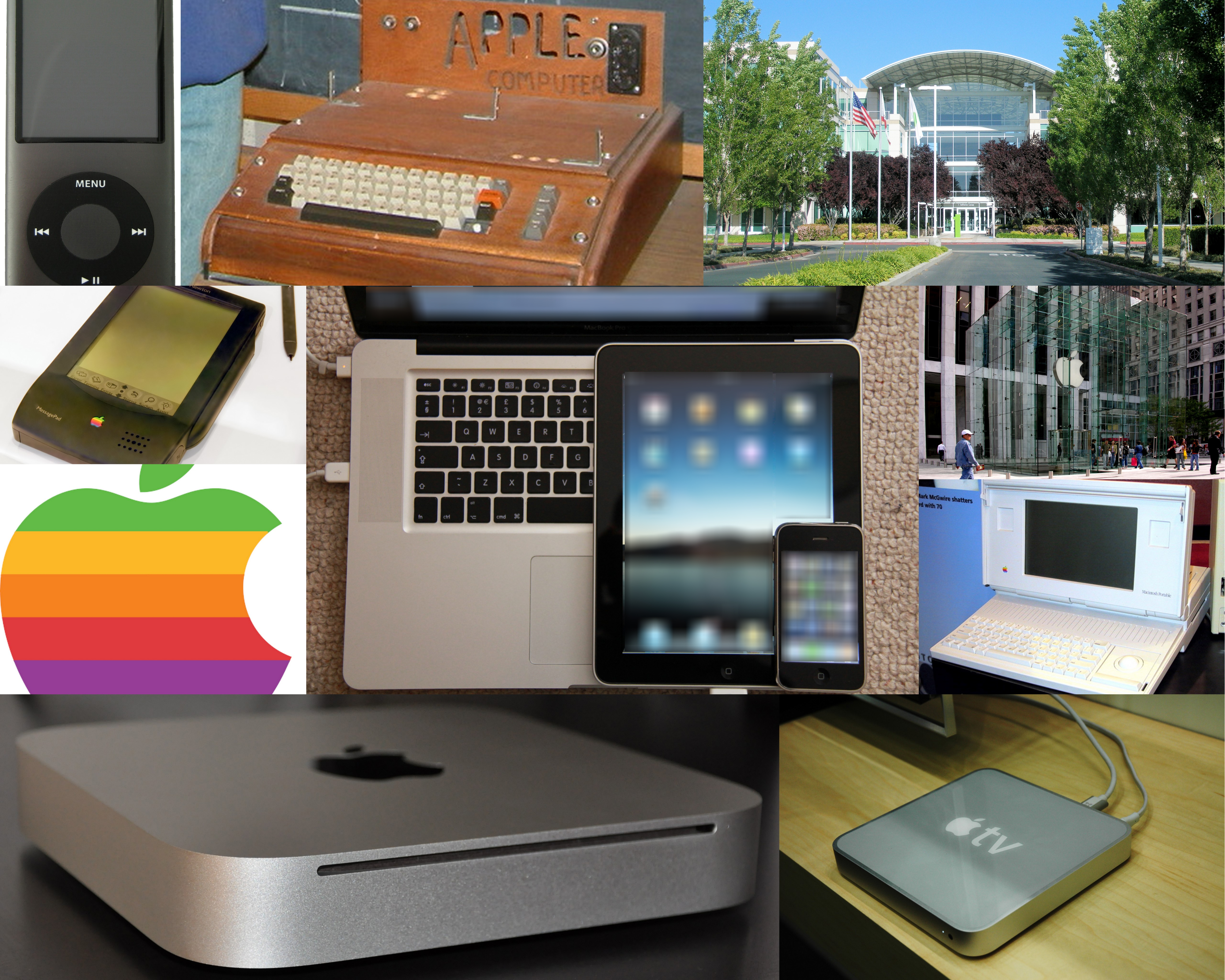
Apple был признан в 2025 году самым ценным в мире брендом /

Бренд, или иногда брэнд (англ. brand [brænd] — клеймо, фабричная марка) — комплекс представлений, мнений, ассоциаций, эмоций, ценностных характеристик продукта либо услуги, который отличает товар или услугу одного продавца от товаров или услуг других продавцов; ментальная оболочка продукта или услуги — бренд является абстрактным названием. Физическими составляющими (носителями) бренда является весь комплекс элементов фирменного стиля: название бренда (слово, словосочетание), логотип (товарный знак) с принципами его построения, палитра фирменных цветов, поддерживающая фирменный стиль, оригинальная графика, набор фраз, звуки, торговая марка и прочее.
Бренд, как ассоциация в сознании целевой аудитории, символизирует какие-либо определённые качества продукта или характеристики самого производителя продукта. Для этого бренд должен быть узнаваем; как правило, права на его использование защищают юридически. Также одной из важных составляющих бренда является репутация — как отдельных сотрудников компании, так и компании в целом или её продукции.
Бренд — это то, что обладает характеристиками, формирующими добавленную ценность товара (услуги), тогда как товарный знак просто обеспечивает идентификацию от конкурентов за счет правовых механизмов. Задача брендинга состоит в том, чтобы разработать с самого начала «правильный» (адекватный ценностям целевой аудитории) образ бренда и в максимальной степени «точно» донести его до целевой аудитории.

## Основные сведения
Существует два подхода к определению бренда:
1. задача и также индивидуальные атрибуты: название, логотип и другие визуальные элементы (шрифты, дизайн, цветовые схемы и символы), позволяющие выделить компанию или продукт по сравнению с конкурентами;
2. образ, имидж, репутация компании, продукта или услуги в глазах клиентов, партнёров, общественности.

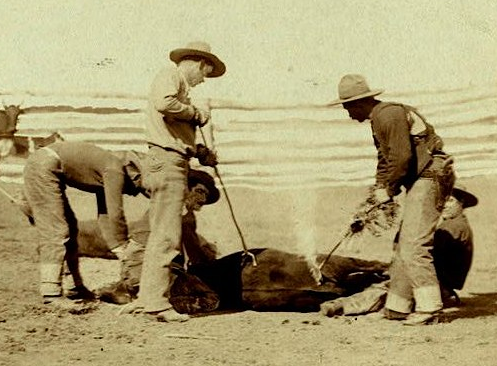
Прижигание тавром телёнка

Слово «бренд» произошло от древнескандинавского «brandre», которое переводится, как «прижигать». Так называлось тавро — знак, которым владельцы скота помечали своих животных.
Необходимо различать правовой и психологический подход к пониманию бренда. С правовой точки зрения рассматривается только товарный знак, обозначающий производителя продукта и подлежащий правовой защите. С точки зрения потребительской психологии (англ. consumer research) речь идёт о бренде как об информации, сохранённой в памяти потребителей.
Иногда считается, что синонимами понятия «бренд» являются понятия «товарный знак» или «торговая марка». Ранее термином «бренд» обозначался не всякий товарный знак, а лишь широко известный. В настоящее время этот термин в средствах массовой информации употребляется как синоним термина «товарный знак», что, по мнению специалистов-патентоведов, является не особо корректным. С точки зрения специалистов в области товарных знаков и юристов, работающих с товарными знаками, понятия «бренд» и «брендинг», строго говоря, не правовые понятия, а термины, используемые в потребительской среде для объединения этапов продвижения товаров на рынок. Понятие бренда, по мнению этих авторов, является некоторой совокупностью объектов авторского права, товарного знака и фирменного наименования.

## Цель продвижения бренда, его ценность и стоимость
Фраза «торговая марка», окружённая набором ожиданий, ассоциированных с продуктом или услугой, которые типично возникают у людей. Американский журнал «BusinessWeek» регулярно публикует стоимость 100 брендов-лидеров, которые определяются совместно с компанией «Interbrand».
Начиная с 2005 года компания «Interbrand» публикует список самых дорогих российских брендов. Первая тройка лидеров в 2006 году (стоимость более 1 млрд евро) — «Билайн», «МТС» и «Балтика», причём «Газпром» и «Сбербанк» были оценены ниже.
Существует два фундаментальных подхода к определению ценности бренда: ценность, в основе сознания которой лежит: 1) потребитель; 2) финансовый показатель. Потребительская ценность измеряется по следующим факторам: лояльность и приверженность брендов; узнаваемость имени; воспринимаемость качества; ассоциации; дополнительные активы; доля рынка; сегмент дистрибуции; персональность бренда; ребрендинг; цена на рынке.
Бренды являются объектом купли-продажи. Для определения рыночной стоимости бренда проводится специальная оценка — англ. brand valuation.
Также употребляются многие другие понятия, такие как «капитал бренда», «сила бренда» и т. п. Необходимо различать психологическую ценность или силу бренда (это «капитал в головах») и финансовую стоимость бренда — это оценка дисконтированных будущих денежных потоков, генерируемых брендом для предприятия.
На известность торговой марки компаний, представленных в сети Интернет, и на размер аудитории их сайтов оказывает значительное влияние грамотно проведённая рекламная кампания.

## Определения
В законах большинства стран используется правовое определение, предложенное Американской ассоциацией маркетинга: «имя, термин, знак, символ, дизайн или комбинация всего этого, предназначенные для идентификации товаров или услуг одного продавца или группы продавцов, а также для отличия товаров или услуг от товаров или услуг конкурентов». Ввиду особенностей бренда, как «коммерческого идентификатора», существенно то, что в определении не указана привязка бренда к человеку, который создал (использует) этот бренд, так как понятие бренда предполагает наличие у использующего его лица, статуса предпринимателя.

### Определение слова «бренд» различными авторами
Бренд — это не вещь, продукт, компания или организация. Бренды не существуют в реальном мире — это ментальные конструкции. Бренд лучше всего описать как сумму всего опыта человека, его восприятие вещи, продукта, компании или организации. Бренды существуют в виде сознания или конкретных людей, или общества.
James R. Gregory, из книги «Leveraging the Corporate Brand»

Мы определяем бренд как торговую марку, которая в глазах потребителя вбирает в себя чёткий и значимый набор ценностей и атрибутов. Продукты сделаны на фабрике. Но продукт становится брендом только в том случае, когда он приобретает множество ощутимых, неощутимых и психологических факторов. Главное, о чём нужно помнить, — бренды не создаются производителем. Они существуют только в сознании потребителя.
Charles Brymer, генеральный менеджер «Interbrand Schecter»

Бренд — это более, чем реклама или маркетинг. Это всё, что приходит в голову человеку относительно продукта, когда он видит его логотип или слышит название.
David F. D’Alessandro, генеральный менеджер «John Hancock», из книги «Brand Warfare: 10 Rules for Building the Killer Brand»

Набор восприятий в воображении потребителя.
Paul Feldwick, исполнительный директор по стратегическому планированию «BMP DDB», международный директор по брендинг-планированию «DDB»

Идентифицируемый продукт, сервис, личность или место, созданный таким образом, что потребитель или покупатель воспринимает уникальную добавленную ценность, которая отвечает его потребностям наилучшим образом.
Leslie De Chernatony, профессор Brand Marketing и директор Centre for Research in Brand Marketing в Birmingham University Business School, автор нескольких книг по брендингу.

Бренды — это образные представления, сохранённые в памяти заинтересованных групп, которые выполняют функции идентификации и дифференциации и определяют поведение потребителей при выборе продуктов и услуг.
Франц-Рудольф Эш, профессор кафедры маркетинга университета города Гисен, Германия, директор Института исследования брендов и коммуникаций («Institut für Marken- und Kommunikationsforschung»), Германия

Бренд — имя, влияющее на поведение рыночных потребителей/покупателей.
Жан-Ноэль Капферер, профессор Стратегии маркетинга в «Школе менеджмента HEC», Франция

Бренд — это система символов (символ), идентифицирующий какой-либо объект (организацию, товар (услугу), личность), особенностями которого являются повсеместная известность и устойчивая фиксация в сознании целевой аудитории.
Феликс Изосимович Шарков, президент Международной академии коммуникологии, заведующий кафедрой общественных связей и медиаполитики факультета журналистики ИГСУ РАНХиГС

Коммерчески ценный знак или сумма знаков, которая известна определённой группе людей, вызывает в их памяти схожую информацию и схожее отношение к реальным или вымышленным объектам (интерпретацию). Бренд способен влиять на поведение этой группы людей в интересах своего владельца, что и создаёт его коммерческую ценность. Коммерческая ценность бренда определяется также тем, насколько легко он может быть оторван от одного объекта и перенесен на другой объект или группу объектов с сохранением своей интерпретации.
— А. В. Буланов «Бренд 2.0. От философии к практике». — М. : ОАО «Красная звезда», 2013. — С. 496.

Бренд — знак, символ, слова или их сочетание, помогающие потребителям отличить товары или услуги одной компании от другой. Бренд воспринимается как широко известная торговая марка или компания, занимающая в сознании и психологии потребительских сегментов особое место из массы себе подобных.
Дмитрий Анатольевич Шевченко, доктор экономических наук, профессор, заведующий кафедрой маркетинга и рекламы РГГУ, член совета Гильдии маркетологов, из книги «Реклама. Маркетинг. PR». Учебно-справочное пособие.

## Этапы создания бренда
1. Целеполагание
- Анализ миссии компании или организации (предприятия).
- Определение места бренда в архитектуре брендов компании или организации.
- Определение желаемого состояния бренда (качеств, жизненного цикла, конкурентных преимуществ).
- Формулирование измеряемых параметров бренда (KPI).

2. Планирование проекта
- Анализ имеющихся ресурсов (финансовых, человеческих, знаний и т. д.).
- Определение команды заказчиков, участников и исполнителей.
- Определение сроков проекта.
- Выявление иных условий или ограничивающих факторов.

3. Анализ текущего состояния бренда (только для существующих брендов)
- Осведомлённость о бренде у целевой аудитории.
- Знание о бренде целевой аудитории.
- Отношение к бренду целевой аудитории.
- Уровеньлояльности к бренду.
- Определение соответствия текущего состояния бренда желаемому.

4. Анализ рыночной ситуации
- Анализ конкурентов (ассортимент, целевая аудитория, позиционирование, методы продвижения, ценообразование).
- Анализ предполагаемой целевой аудитории (характеристики, предпочтения). Модели поведения потребителей.
- Рынки сбыта (спрос, доля, динамика).

5. Формулирование сущности бренда
- Миссия, позиционирование и полезность бренда для целевой аудитории.
- Индивидуальность: ценности, ассоциации, черты, конкурентные преимущества.
- Атрибуты бренда (имя, логотип или фирменный знак, персонаж или герой, шрифт, упаковка и т. д.).

6. Стратегия управления брендом
- Разработка правил создания маркетинговых материалов и описание процедур по управлению брендом (бренд-бук).
- Определение лиц, ответственных за развитие бренда (хранителей бренда).
- Разработка плана действий по продвижению бренда (интегрированные маркетинговые коммуникации).
- Разработка плана и процедур по мониторингу бренда и оценке эффективности.

7. Продвижение бренда — интегрированные маркетинговые коммуникации
- Медиаплан.
- Изготовление рекламной продукции.
- Размещение рекламной продукции в каналах коммуникаций.
- Комплексные программы лояльности.

8. Мониторинг бренда и оценка эффективности действий
- Мониторинг измеряемых параметров (KPI) бренда, определённых на этапе 1.
- Сравнение текущего состояния бренда с желаемым.
- Проведение маркетинговых исследований.
- Коррекция стратегии или тактики.

## Брендирование
Обязательным условием успешного существования и функционирования бренда является соблюдение общего фирменного стиля — визуального и смыслового единства образа организации. Элементами фирменного стиля являются: название продукта, логотип, товарный знак, знак обслуживания, фирменное наименование, фирменные цвета, слоган, стиль и цвета спецодежды сотрудников предприятия, а также иные объекты интеллектуальной собственности, принадлежащие организации.
Брендирование в узком смысле продвижения на рынок товарных знаков производится полиграфическими методами, шелкографией, вышивкой, термотрансферными технологиями, тиснением, рекламой, в том числе и в СМИ.
Если же речь идёт о комплексном понятии бренда — как образа, ассоциированного с товаром, услугой или компанией, — важно учитывать все аспекты формирования такого образа. В процессе коммуникации между провайдером/производителем и потребителем/клиентом задействуются все каналы восприятия — зрительный, слуховой, кинестетический. Поэтому при полноценном комплексном подходе к брендированию, также говорят о фирменном звуковом оформлении («музыкальный логотип», «фирменная мелодия»), кинестетическом оформлении («арома-подпись», «арома-маркетинг», текстурирование упаковки или малой полиграфической продукции и аналогичные альтернативные маркетинговые формы).
Максимально качественное брендирование — работающее слаженно на всех каналах коммуникации и восприятия, с чётко сформулированными едиными целевыми ассоциациями и потребительскими реакциями.
Все чаще для эффективного брендирования используется персонаж, передающий весь комплекс характеристик и ассоциаций, заложенных в бренд. Использование персонажа позволяет работать с брендом как на периодическом уровне (рекламная кампания), так и на постоянном (быть заложенным в брендбук наравне с логотипом и наименованием). Персонаж может быть отражением бренда и его характеристик, или отражением потребителя, подсказывая таким образом желательные потребительские реакции и ассоциации.

## Брендинг
Брендинг — это процесс формирования имиджа бренда в течение длительного периода через образование добавочной ценности, эмоционального либо рационального «обещания» торговой марки либо немарочного продукта, делающего его более привлекательным для конечного потребителя, а также продвижение торговой марки на рынке. Брендинг, как деятельность по созданию долгосрочного предпочтения к товару, основан на совместном воздействии на сознании потребителя всех видов маркетинговых коммуникаций (рекламы, директ-маркетинга, стимулирования сбыта — sales promotion), объединённых определённой творческой (креативной) концепцией и характерным унифицированным оформлением, выделяющим товар среди других и создающих его образ. Следует отличать «брендинг» от «бренд-менеджмента», который подразумевает использование маркетинговых техник с целью наращивания ценности бренда для потребителя через изменение и коррекцию его рациональных либо эмоциональных характеристик в применении к продукту, продуктовой линейке либо бренда в целом для увеличения его конкурентоспособности и роста продаж.
С точки зрения владельца торговой марки уровень ценности бренда для потребителя позволяет товару быть более конкурентоспособным либо даже более дорогостоящим по сравнению с товаром, не обладающим особыми качествами для покупателя.

Хороший бренд — единственное, что может обеспечить доходы выше средних в течение длительного времени.
— Филип Котлер «Маркетинг от А до Я. 80 концепций, которые должен знать каждый менеджер»
Особым подвидом бренда является «дженерик» — продукт, имеющий в качестве наименования некое обобщение, например, название продуктовой либо сортовой категории («Рис» или «Сыр российский»).

## Принципы брендинга
Согласно мнению некоторых авторов (патентоведов и маркетологов) существует два основополагающих принципа брендинга:
- соответствие потребностей рынка предложениям, обеспечиваемым субъектами рынка — хозяйствующими субъектами;
- соответствие качества предлагаемых на рынок продуктов или услуг уровню ожиданий и потребностям социума.

## Стратегии брендинга

### Название компании
Часто, особенно в промышленном секторе, продвигается только название компании. Связь компании с названиями продуктов и услуг называется «архитектура бренда». Решения относительно названий компаний и продуктов и их отношений зависят от более чем дюжины стратегических соображений.
В этом случае сильная торговая марка (или название компании) становится средством для целого ряда продуктов (например, Mercedes-Benz или Black & Decker) или ряда вспомогательных брендов (таких как Cadbury Dairy Milk, Cadbury Flake, или Cadbury Fingers в Великобритании).

### Индивидуальный брендинг
У каждого бренда есть отдельное имя, например: Seven-Up, Kool-Aid или Nivea Sun (Beiersdorf), которое может конкурировать с другими брендами той же компании, например: Persil, Omo, Surf и Lynx (Unilever).

### Бренды-претенденты
Бренд-претендент (Challenger) — бренд в отрасли, где он не является ни лидером рынка, ни нишевым брендом. Бренды-претенденты классифицируются по образу мышления, согласно которому у них есть амбиции в данном бизнесе, выходящие за рамки обычных ресурсов, и намерение внести изменения в отрасль.

### Мультипродуктовая стратегия брендинга
Стратегия мультипродуктового брендинга заключается в том, что компания использует одно имя для всех своих продуктов в одном классе — то есть когда везде используется фирменное наименование компании. Многопродуктовый брендинг также известен как корпоративный, семейный или зонтичный брендинг. Примерами компаний, которые используют корпоративный брендинг, являются Microsoft, Samsung, Apple и Sony, поскольку фирменное наименование компании идентично их торговому наименованию. Стратегия мультипродуктового брендинга имеет много преимуществ. Она позволяет использовать капитал бренда, поскольку потребители, имеющие хороший опыт работы с продуктом, в свою очередь, передадут своё положительное мнение дополнительным объектам того же класса, поскольку они имеют одно и то же имя. Следовательно, стратегия мультипродуктового брендинга делает возможным расширение продуктовой линейки.

#### Расширение линейки продуктов
Расширение продуктовой линейки — это процедура входа в новый сегмент рынка в своём классе продуктов с использованием текущей торговой марки. Примером этого является компания Campbell Soup, в первую очередь производитель консервированных супов. Они используют многопрофильную брендинговую стратегию путём расширения линейки супов. У них более 100 ароматов супов, предлагающих различные сорта, такие как обычный суп Campbell, сгущённый, свежесваренный, органический и суп на ходу. Такой подход считается благоприятным, поскольку он может привести к снижению затрат на продвижение и рекламу. Это происходит вследствие того, что одно и то же имя используется во всех продуктах, что повышает уровень узнаваемости бренда. Несмотря на то, что расширение линии имеет потенциальные негативные последствия, одно из которых заключается в том, что другие позиции в линейке компании могут оказаться в невыгодном положении из-за продажи расширения. Расширения линий работают наилучшим образом, когда они обеспечивают увеличение доходов компании за счёт привлечения новых покупателей или уменьшения продаж у конкурентов.

#### Суббрендинг
Суббрендинг используется некоторыми многопрофильными брендинговыми компаниями. Суббрендинг объединяет корпоративный, семейный или зонтичный бренд с введением нового бренда, чтобы отделить часть продуктовой линейки от других во всей системе бренда. Суббрендинг помогает сформулировать и построить предложения. Примеры успешного суббрендинга можно увидеть у Gatorade и Porsche. Gatorade, производитель продуктов питания и напитков на спортивную тему, эффективно представил Gatorade G2, низкокалорийную линию напитков Gatorade. Аналогичным образом, Porsche, специализированный производитель автомобилей, успешно продаёт и свои, относительно недорогие Porsche Boxster и более дорогую линейку автомобилей Porsche Carrera.

#### Расширение торговой марки
Расширение бренда — это система использования текущего бренда для входа в другой класс продукта. Наличие сильного капитала бренда позволяет расширить бренд. Тем не менее, расширение бренда имеет свои недостатки. Существует риск того, что слишком много вариантов использования одного бренда может привести к перенасыщению рынка, что приведет к нечеткому и слабому бренду для потребителей. Расширение бренда можно увидеть на примере Kimberly-Clark и Honda. Kimberly-Clark — это корпорация, которая производит товары для личной гигиены и здравоохранения, способная расширить бренд Huggies по всей линейке туалетных принадлежностей для малышей и детей. Успех этой стратегии расширения бренда очевиден в ежегодных продажах в 500 миллионов долларов США. Точно так же Honda, используя своё уважаемое имя для автомобилей, распространилась на другие продукты, такие как мотоциклы, силовое оборудование, двигатели, роботы, самолёты и велосипеды.

#### Кобрендинг
Кобрендинг — это вариант расширения бренда. Именно здесь создается единый продукт, объединяющий две торговые марки двух производителей. У кобрендинга есть свои преимущества, поскольку он позволяет фирмам вводить новые классы продуктов и использовать узнаваемый бренд в этом классе продуктов. Примером успеха совместного брендинга является работа Whitaker с Lewis Road Creamery над созданием совместного бренда под названием Lewis Road Creamery и шоколадного молока Whittaker. Этот продукт пользовался огромным успехом на рынке Новой Зеландии.

### Мультибрендовая стратегия
Стратегия мультибрендинга — назначение компанией имени определённому продукту. Мультибрендинг лучше всего использовать в качестве подхода, когда каждый бренд предназначен для отдельного сегмента рынка. Представления о природе мультибрендинга у каждой компании, входящей в этот процесс, и отношения между этими компаниями зависят от выбранного вида взаимодействия, при этом виды партнёрства могут пересекаться не системно, создавая многообразие вариантов партнерства. Procter & Gamble (P&G), многонациональная компания по производству потребительских товаров, которая предлагает более 100 брендов, каждый из которых подходит для различных потребностей потребителей. Например, Head & Shoulders, которая помогает потребителям избавиться от перхоти при помощи шампуня, Oral-B, который предлагает межзубные средства, Vicks, который производит средства от кашля и простуды, и Downy, который предлагает сушилки для белья и смягчители ткани. Другие примеры мультибрендовых компаний: Coca-Cola, Nestlé, Kellogg’s и Mars.
Такой подход обычно приводит к увеличению затрат на продвижение и рекламу. Это связано с тем, что компании необходимо информировать потребителей и розничных продавцов о каждом новом бренде без каких-либо предыдущих впечатлений. Мультибрендовая стратегия имеет много преимуществ. Нет риска, что сбой продукта повлияет на другие продукты в линейке, поскольку каждый бренд уникален для каждого сегмента рынка. Хотя некоторые крупные многополосные компании сталкивались с тем, что стоимость и сложность реализации стратегии мультибрендинга могут затмить преимущества. Например, Unilever, третья по величине в мире компания по производству товаров широкого потребления, недавно упростила свои бренды из более чем 400 брендов, чтобы сосредоточить своё внимание на 14 брендах с объёмом продаж более 1 миллиарда евро. Unilever сделал это путём удаления продуктов и продажи другим компаниям. Другие мультибрендовые компании вводят новые бренды продукции в качестве защитной меры, чтобы ответить на конкуренцию.
Основные виды взаимодействия между брендами:
- Фланговый брендинг (англ. flanker branding)
- Зонтичный брендинг (англ. umbrella branding)
- Портфельные стратегии
- Конкурентный брендинг
- Бартерный брендинг
- Бизнес-Экосистема

#### Фланговый брендинг
Один или несколько брендов, поддерживающих продуктовую стратегию главного бренда. Фланговый бренд может обладать разными характеристиками с основным брендом, другой ценой (авиакомпании может принадлежать лоукостер), другим вкусом (Fanta была создана на заводе Coca-cola через 50 лет после появление самой Coca-cola), другими свойствами продукта, позволяющему достичь синергии и больших продаж (например, продукция компании Apple и App Store) или другими характеристиками, обеспечивающими укрепление работы с целевой аудиторией.
Часто подобный брендинг объединен общим домом брендов (англ. House of brands), например, P&G.

#### Портфельные стратегии
Для корпоративного инвестирования в молодые компании, которые впоследствии могут быть выкуплены и которые добавляют ценности основному бренду, корпорации создают корпоративные фонды. При этом стартапы долго или постоянно существуют под отдельными брендами. Венчурные инвесторы также предпочитают вкладывать свои средства в компании, между которыми возможна синергия.

#### Конкурентный брендинг
Может означать как покупку конкурентов, которые после становятся частью общей коммуникации, например, Adidas и Reebok, так и различные рекламные войны с конкурентами, как, например, у McDonald’s и Burger King или у автопроизводителей.

#### Бартерный (партнерский) брендинг
Предполагает обмен различными активами бизнеса между сторонними компаниями или людьми, например, обмен аудиториями через совместные мероприятия, кросс е-мейл рассылки или обмен живого товара на участие в рекламе между производителем и продавцом. К такому брендингу можно отнести различные совместные активности, организованные бизнесом от лица двух и более брендов.

### Стратегия частного брендинга
Частный брендинг (также известный как реселлерский брендинг, частная маркировка, фирменные бренды или собственные бренды) становится все более популярным. Частный брендинг — это когда компания производит продукцию, но она продается под торговой маркой оптового или розничного продавца. Частный брендинг популярен, потому что он обычно приносит высокую прибыль производителям и реселлерам. Цены на продукцию частного бренда обычно дешевле, чем у конкурирующих брендов. Эти цены, как правило, сдерживают потребителей, поскольку они устанавливают более низкое качество и стандарты, но эти взгляды меняются.

### Стратегия смешанного брендинга
Стратегия смешанного брендинга заключается в том, что фирма продаёт продукты под своим собственным именем и именем реселлера, потому что сегмент, привлечённый к реселлеру, отличается от своего собственного рынка. Например, Elizabeth Arden, Inc., крупная американская косметическая и парфюмерная компания, использует смешанную стратегию брендинга. Компания продаёт свой бренд Elizabeth Arden через универмаги и линейку средств по уходу за кожей в Walmart под брендом «skin simple». Такие компании, как Whirlpool, Del Monte и Dial, производят, соответственно, частные марки бытовой техники, кормов для домашних животных и мыла. Другие примеры стратегии смешанного брендинга можно встретить у Michelin, Epson, Microsoft, Gillette и Toyota. Michelin, один из крупнейших производителей шин, позволил американской розничной сети Sears разместить свой бренд на шинах. Microsoft, многонациональная технологическая компания, серьёзно рассматривается как корпоративный технологический бренд, но она продаёт свой универсальный центр домашних развлечений под брендом Xbox, чтобы лучше соответствовать новой и сумасшедшей идентичности. Gillette обслуживала женщин с Gillette for Women, который теперь стал известен как Venus. Запуск Venus был проведен для того, чтобы заполнить женский рынок ранее доминирующей мужской индустрии бритв. Аналогичным образом, Toyota, производитель автомобилей, использовал смешанный брендинг. В США Toyota считалась ценным автомобильным брендом, который экономичен, ориентирован на семью и известен как автомобиль, который редко ломался. Но Toyota стремилась занять более дорогой сегмент рынка, таким образом, они создали Lexus, подразделение роскошных автомобилей премиум-класса.

### Брендинг «без бренда»
В последнее время ряд компаний успешно проводят стратегии «без бренда», создавая упаковку, которая имитирует общую простоту бренда. Примерами могут служить японская компания Muji и флоридская компания No-Ad Sunscreen. Несмотря на то, что существует особый бренд Muji, их продукция не являются маркой. Эта стратегия «без бренда» означает, что на рекламу или классический маркетинг тратится мало, а успех Muji объясняется сарафанным радио, простым покупательским опытом и движением против бренда. Брендинг «без бренда» может быть истолкован как тип брендинга, поскольку продукт становится заметным из-за отсутствия торговой марки. «Tapa Amarilla» или «Желтая шапка» в Венесуэле в 1980-х годах — ещё один хороший пример стратегии без бренда. Название пошло по цвету крышки чистящих средств этой компании.

### Производные бренды
В этом случае поставщик ключевого компонента, используемого рядом поставщиков конечного продукта, может пожелать гарантировать свою собственную позицию, продвигая этот компонент в качестве самостоятельного бренда. Наиболее часто цитируемый пример — Intel, которая позиционирует себя на рынке ПК под лозунгом (и наклейкой) «Intel Inside».

### Расширение и разбавление бренда
Существующая сильная торговая марка может использоваться, как средство для новых или модифицированных продуктов; например, многие модные и дизайнерские компании распространяют бренды на парфюмерию, обувь и аксессуары, домашний текстиль, домашний декор, багаж, солнцезащитные очки, мебель, отели и т. д. Mars расширил свой бренд на мороженое, Caterpillar — на обувь и часы, Michelin — на ресторанный гид, Adidas и Puma — на личную гигиену. Dunlop расширила свой бренд от шин до других резиновых изделий, таких как обувь, мячи для гольфа, теннисные ракетки и клей. Зачастую товар ничем не отличается от того, что есть на рынке, кроме маркировки торговой марки. Бренд — это идентификация продукта.
Существует разница между расширением бренда и расширением линии. Расширение линии — это когда текущая торговая марка используется для входа в новый сегмент рынка в существующем классе продуктов с новыми сортами, ароматами или размерами. Когда Coca-Cola выпустила «Diet Coke» и «Cherry Coke», они остались в пределах исходной категории продуктов: безалкогольные газированные напитки. Procter & Gamble (P & G) также расширили свои сильные позиции (такие как Fairy Soap) на соседние продукты (Fairy Liquid и Fairy Automatic) в той же категории, моющие средства для мытья посуды.
Риск чрезмерного расширения — это размывание бренда, когда бренд теряет ассоциации бренда с рыночным сегментом, областью продукта или качеством, ценой или кэшем.

### Бренды в социальных сетях
В статье «Лучшая мышеловка: изобретение бренда в условиях демократии в СМИ» (2012) автор и стратег бренда Саймон Понт утверждает, что социальные медиа-бренды могут быть наиболее развитой версией формы бренда, поскольку они ориентированы не на себя, а на своих пользователей. При этом бренды в социальных сетях, возможно, более харизматичны, так как потребители вынуждены проводить с ними время, потому что время, потраченное на встречу с основными движущими силами человека, связанными с принадлежностью и индивидуализмом.
Социальные сети влияют на узнаваемость бренда. Выделяют факторы, которые способствуют повышению узнаваемости:
- Простота доступа

Ключевой задачей бренда в социальных сетях является привлечение клиентов и предоставление им возможности взаимодействовать с брендом и получать обратную связь. Благодаря этому огромный массив информации легко доступен для каждого пользователя, обладающего цифровым устройством, подключенным к сети Интернет. Социальная сегрегация не важна в социальных сетях из-за отсутствия личного общения. Этот интерактивный характер позволяет потребителям вести диалоги, в которых целевая аудитория может задавать вопросы о бренде и знакомиться с ним, чего не могут предложить традиционные формы маркетинга.
- Конкурентное преимущество

Чтобы максимально задействовать потенциал цифрового маркетинга, фирмы используют социальные сети в качестве канала информации. Благодаря этому бизнес может создать систему, в которой он сможет точно определять поведенческие модели клиентов и получать обратную связь от потребностей. Компании которые выбирают данную стратегию, имеют конкурентное преимущество, выстраивая с активные пользователями социальных сетей — своими клиентами. В связи с этим создание страницы в социальных сетях способствует улучшению отношений между новыми потребителями и уже существующими потребителями, а также последовательному укреплению позиции бренда.

### Мультибренды
В качестве альтернативы, на рынке, который фрагментирован среди нескольких брендов, поставщик может сознательно выбрать запуск совершенно новых брендов в явной конкуренции со своим существующим сильным брендом (и часто с идентичными характеристиками продукта); просто чтобы поглотить часть рынка, которая в любом случае пойдет на второстепенные бренды. Обоснование состоит в том, что наличие 3 из 12 брендов на таком рынке даст большую общую долю, чем 1 из 10 (даже если большая часть этих новых брендов будет получена от существующего). В своём наиболее крайнем проявлении поставщик, открывающий новый рынок, который, по его мнению, будет особенно привлекательным, может сразу же выбрать второй бренд, конкурирующий с его первым, чтобы не допустить выхода других на рынок. Эта стратегия широко известна как мультибрендовая стратегия.
Procter & Gamble является ведущим представителем этого подхода к брендингу, имея на рынке США десять марок моющих средств. Это также увеличивает общее количество «облицовок», которые он получает на полках супермаркетов.

### Частные марки
Бренды частных марок, также называемые собственными брендами, или бренды магазинов стали популярными в тех случаях, когда у ретейлера особенно сильная идентичность (например, Marks & Spencer в британском секторе одежды), этот «собственный бренд» может быть в состоянии конкурировать даже с самыми сильными лидерами бренда и может превзойти те товары, которые не имеют прочного бренда.

#### Дизайнерские частные марки
Относительно недавним нововведением в розничной торговле является введение дизайнерских частных марок. Дизайнерские частные лейблы заключают договор о сотрудничестве между известным дизайнером одежды и розничной торговлей. И ретейлер, и дизайнер сотрудничают в разработке товаров с популярной привлекательностью по ценам, которые соответствуют бюджету потребителя. Для торговых точек такие типы совместной работы дают им больший контроль над процессом проектирования, а также доступ к эксклюзивным брендам магазинов, которые потенциально могут стимулировать поток посетителей в магазинах.

### Индивидуальные и организационные бренды
С развитием бренда, брендинг больше не ограничивается продуктом или услугой. Существуют виды брендинга, которые относятся к отдельным лицам и организациям, как к продуктам, подлежащим брендированию. Большинство научно-производственных объединений и некоммерческих организаций используют свой бренд в качестве инструмента для сбора средств. Цель большинства НПО — оставить социальное воздействие, чтобы их бренд стал ассоциироваться с конкретными вопросами социальной жизни. Amnesty International, Habitat for Humanity, World Wildlife Fund и AIESEC являются одними из самых узнаваемых брендов в мире. НПО и некоммерческие организации вышли за рамки использования своих брендов для сбора средств, чтобы выразить свою внутреннюю идентичность и прояснить свои социальные цели и долгосрочные цели. Организационные бренды имеют четко определённые руководящие принципы бренда и переменные логотипа.

### Краудсорсингв брендинге
Это бренды, которые создаются «публикой» для бизнеса, что противоположно традиционному методу, когда бизнес создаёт бренд.

### Персонализированный брендинг
Многие компании начали использовать элементы персонализации в своих стратегиях брендинга, предлагая клиенту или потребителю возможность выбирать из различных вариантов бренда или иметь прямой контроль над брендом. Примерами этого могут служить кампания «#ShareACoke» от Coca-Cola, которая печатала имена людей и топонимы на своих бутылках, подбадривая людей. AirBNB создал средство для пользователей, чтобы создать их собственный символ для программного обеспечения, чтобы заменить знак бренда, известный как The Bélo.

### Национальный брендинг (место брендинга и публичной дипломатии)
Национальный брендинг — это область теории и практики, целью которой является измерение, создание и управление репутацией стран (тесно связанных с местным брендингом). Некоторые применяемые подходы, такие как растущее значение для символической ценности продуктов, заставили страны подчеркнуть их отличительные характеристики. Брендинг и имидж национального государства «и успешная передача этого имиджа его экспорту — так же важны, как и то, что они фактически производят и продают».

### Брендинг территории
Брендинг территории— это работа городов, штатов и других населённых пунктов по продвижению этого места для туристов и увеличению доходов в налоговую базу. Эти действия часто предпринимаются правительствами, но также могут быть результатом работы общественных объединений. Международная Ассоциация Маркетинга Территорий является ведущей отраслевой организацией.